# The Love I Lost
«The Love I Lost»  es una canción del grupo estadounidense de R&B Harold Melvin & the Blue Notes, escrita originalmente como una balada por los compositores de sonido Filadelfia Kenny Gamble y Leon Huff. La canción se transformó en un tema de música disco, el cual fue lanzado en el álbum Black & Blue a fines de 1973, contando con la participación del baterista Earl Young. El álbum vendió más de un millón de copias. En el siglo XXI la pista ha sido objeto de extensas reediciones por parte de notables remezcladores como Tom Moulton y Dimitri From Paris.

## Música disco
«The Love I Lost» es considerada un ejemplo temprano de la música disco. La pista fue una de las canciones de transición que sirvió para marcar el surgimiento de la música disco, dentro del rhythm and blues tradicional, hasta convertirse en un estilo de música distintivo.

## Listados
La canción alcanzó el puesto número siete en el Billboard Hot 100 de Estados Unidos, y pasó dos semanas en el número uno en la lista Billboard Hot Soul Singles. También alcanzó el número 21 en el Reino Unido a comienzos del año 1974.
| Chart (1973–1974)                      | Peak position |
| -------------------------------------- | ------------- |
| Bélgica (Valonia) (Ultratop 50)        | 39            |
| Reino Unido (UK Singles Chart)         | 21            |
| Estados Unidos (Billboard Hot 100)     | 7             |
| Estados Unidos (Adult Contemporary)    | 48            |
| Estados Unidos (Hot R&B/Hip-Hop Songs) | 1             |

## West End y la versión de Sybil
El 4 de enero de 1993 la cantautora estadounidense de R&B y pop Sybil lanzó una versión de «The Love I Lost» con West End, bajo la producción de Mike Stock y Pete Waterman. Esta versión alcanzó el puesto número 18 en la lista Billboard Hot Dance Club Play en Estados Unidos, y el puesto número tres en el Reino Unido. Esta versión también alcanzó el puesto número nueve en Irlanda. Además, «The Love I Lost» fue un éxito entre los primeros 20 temas más sonados en Finlandia y en los Países Bajos. En octubre de 1993 alcanzó el número nueve en Eurochart Hot 100.

### Recepción de la crítica
El editor de AllMusic, Justin Kantor, describió la canción como una "versión vibrante de estilo disco" y señaló además que la "entrega de alta energía de Sybil es conmovedora, enérgica y dominante". Larry Flick de Billboard escribió: "Mientras los habitantes de la ciudad continúan masticando el dulce 'You're The Love Of My Life', a los popsters se les sirve una brillante interpretación pop/NRG de un clásico de Harold Melvin & the Blue Notes. Esta melodía atemporal gana su fuerza actual entre los 40 mejores gracias a la voz viva y conmovedora de Sybil, y la mano distintiva de los productores Stock & Waterman. Un éxito entre los cinco primeros en el Reino Unido que debería tener pocos problemas para lograr graduarse aquí".  The Gavin Report elogió la "voz dulce y fuerte" del cantante. El escritor musical James Masterton dijo en su comentario semanal de las listas de éxitos del Reino Unido: "Una versión bastante fiel del original de Harold Melvin, la canción clásica, junto con la poderosa voz de Sybil lo convierte en una de esas versiones de soul que, en todo caso, se suma al original. Nótese también los créditos de producción en la parte posterior de un disco tan moderno: Mike Stock y Pete Waterman, que muestran que hay vida después de Kylie y Jason". Alan Jones de Music Week declaró que el éxito de 1974 "hace una transición fácil del sonido Filadelfia al garage rock comercial", y agregó que "su pista instrumental, rápida y estimulante, es extrañamente discordante con la letra pesimista de la canción resultando ajustada, brillante, vendedora y alegre. Un monstruo en los clubes, probablemente se convierta en un éxito pop igual de grande". Otro editor, Andy Beevers, lo llamó una "reelaboración de garaje muy sólida".James Hamilton de la revista RM Dance Update escribió que es "magnífica".

### Listado de pistas
- CD sencillo, Reino Unido (1993)

1. «The Love I Lost» (versión de 7 pulgadas) – 3:27
2. «The Love I Lost» (mezcla para club de 12-inch club mix) – 5:23
3. «The Love I Lost» (Mezcla unilateral) – 6:37
4. «Sybil-It» – 3:42

### Listas
| Chart (1993)                                                             | Peak position |
| ------------------------------------------------------------------------ | ------------- |
| Australia (ARIA)[cita requerida]                                         | 145           |
| Europe (Eurochart Hot 100)                                               | 9             |
| Europe Dance (Music & Media)                                             | 9             |
| Finland (Suomen virallinen lista)                                        | 14            |
| Alemania (Offizielle Deutsche Charts)                                    | 68            |
| Netherlands (Dutch Top 40 Tipparade)                                     | 5             |
| Netherlands (Single Top 100 Tip)                                         | 11            |
| Reino Unido (UK Singles Chart)                                           | 3             |
| UK Dance (Music Week)                                                    | 1             |
| UK Club Chart (Music Week)                                               | 1             |
| Estados Unidos (Billboard Hot 100) with "You're the Love of My Life"     | 90            |
| Estados Unidos (Hot Dance Club Songs)                                    | 18            |
| US Hot Dance Singles Sales (Billboard) with "You're the Love of My Life" | 18            |

| Chart (1993)               | Position |
| -------------------------- | -------- |
| Europe (Eurochart Hot 100) | 84       |
| UK Singles (OCC)           | 30       |